# 櫛真智命
櫛真智命（くしまちのみこと）は、太占を司る神。

## 概要
『古事記』『日本書紀』『風土記』『古語拾遺』『新撰姓氏録』『先代旧事本紀』などには登場しない神だが、『延喜式』の神名帳に大和国十市郡の式内社、天香山坐櫛真命神社と見え、元の名が大麻等乃知神（おおまとのちのかみ）とされている。また、武蔵国多磨郡の式内社として大麻止乃豆乃天神社、京中の左京二条坐神として太詔戸命神と共に久慈真智命神の名が見える。
「郡」系図では天押雲命の父を櫛真智命としており、天児屋命の別名とする説がある。
度会氏の系図では櫛真乳魂命（くしまちむすひ/くしまちたま）と表記され、天曽多智命の父で天牟羅雲命の五世の祖としている。卜部氏の系図では武乳速命の父としてその名が記され、別名が麻等能豆命（まとのずのみこと）とされる。

## 祀る神社
- 大麻止乃豆乃天神社（東京都稲城市大丸）
- 武蔵御嶽神社（東京都青梅市御岳山）
- 金王八幡宮　境内　御嶽社（東京都渋谷区渋谷）
- 馬橋稲荷神社（東京都杉並区阿佐谷南）
- 長崎御嶽神社（東京都豊島区千早）
- 高松八幡神社　境内　御嶽神社（東京都練馬区高松）
- 鷺宮八幡神社　境内　御嶽神社（東京都中野区白鷺）
- 御嶽神社（東京都多摩市永山）
- 阿伎留神社　境内　占方神社（東京都あきる野市五日市）
- 八坂神社　境内　御嶽神社（東京都東村山市栄町）
- 御嶽神社（神奈川県秦野市平沢）
- 赤王神社（静岡県三島市大場）
- 日枝神社（滋賀県高島市マキノ町蛭口）
- 天香山神社（奈良県橿原市南浦町）
- 天山神社（愛媛県松山市天山）